# Louis Velleman
Louis Velleman (Haarlem, 20 maart 1919 - Uden, 15 april 2000) was een Nederlands journalist en auteur.
Als leerlingjournalist werkte hij bij Het Volk in Haarlem (1939-1940). Van 1942 tot 1945 was hij, vanwege zijn Joodse komaf, ondergedoken in Hilversum en werd hij direct na de bevrijding in het Tuberculosecentrum Zonnestraal aldaar verpleegd. Na zijn genezing werkte hij als journalist bij Het Vrije Volk in Arnhem (1946-1947), Amsterdam (1947-1958) en Brussel (1958-1971). Verder werkte hij voor de Vara en de NOS in Londen (1971-1989). Als correspondent maakte hij onder andere reportages in de Verenigde Staten (1956-1957 en 1976), Soedan (1957), Belgisch-Congo, Rwanda en Burundi (1958-1960) en Israël (1967 en 1973).
Incidenteel schreef Velleman korte verhalen en artikelen voor andere periodieken 1938-1961, liedteksten voor Wim Ibo (1942) en radiovertellingen voor de jeugd (1945-1947). Vanaf 1991 schreef hij nog korte tijd voor De Krant op Zondag, daarna voor De Groene Amsterdammer. In 2000 verschenen zijn jeugdherinneringen onder de titel Eigenlijk heet ik Levi.